# Kutnohorita
La kutnohorita és un mineral de la classe dels carbonats. Va rebre aquest nom l'any 1901 per Antonín Bukovský, en honor de la seva localitat tipus, la ciutat de Kutna Hora (República Txeca). Pertany al grup de la dolomita.

## Característiques
La kutnohorita és un carbonat de calci, ferro i manganès, amb la mateixa estructura cristal·lina dels minerals del grup de la dolomita, tots ells carbonats càlcics. Forma una sèrie de solució sòlida amb l'ankerita, en la qual la substitució gradual del manganès per ferro va donant els diferents minerals de la sèrie. Forma una altra sèrie amb la dolomita, amb substitució gradual del manganès per magnesi.
Segons la classificació de Nickel-Strunz, la kutnohorita pertany a «05.AB: Carbonats sense anions addicionals, sense H₂O, alcalinoterris (i altres M2+)» juntament amb els següents minerals: calcita, gaspeita, magnesita, otavita, rodocrosita, siderita, smithsonita, esferocobaltita, ankerita, dolomita, minrecordita, aragonita, cerussita, estroncianita, witherita, vaterita, huntita, norsethita, alstonita, olekminskita, paralstonita, baritocalcita, carbocernaita, benstonita i juangodoyita.

## Formació i jaciments
Apareix en jaciments relacionats amb sediments mangànics. Sol trobar-se associada a altres minerals com: rodocrosita, aragonita o calcita. A més dels elements de la seva fórmula, és molt freqüent que porti impureses de ferro i de magnesi, que li donen tonalitats de color.

## Varietats
La parakutnahorita és una varidad amb igual composició química però que presenta una estructura cristal·lina més desordenada semblant a la de calcita, no tant com l'estructura ordenada de dolomita que presenta la kutnohorita.